# Villard-Sallet
Villard-Sallet este o comună în departamentul Savoie din sud-estul Franței. În 2009 avea o populație de 238 de locuitori.

## Evoluția populației
| An        | 1975 | 1982 | 1990 | 1999 | 2006 | 2009 |
| --------- | ---- | ---- | ---- | ---- | ---- | ---- |
| Populație | 191  | 202  | 217  | 225  | 205  | 238  |